# Episodi de L'ispettore Derrick (quindicesima stagione)
La quindicesima stagione della serie televisiva L'ispettore Derrick, composta da 12 episodi, è stata trasmessa in Germania nel 1988 sul canale ZDF.
| nº Prima TV Germania | nº Produzione | nº Stagione x nº Episodio | Titolo originale             | Titolo italiano       | Prima TV Germania | Prima TV Italia  | Anno Produzione |
| -------------------- | ------------- | ------------------------- | ---------------------------- | --------------------- | ----------------- | ---------------- | --------------- |
| 159                  | 159           | 15x01                     | Fliegender Vogel             | Un uccello in volo    | 8 gennaio 1988    | 8 gennaio 1989   | 1987            |
| 160                  | 160           | 15x02                     | Mordträume                   | Un potenziale omicida | 5 febbraio 1988   | 8 gennaio 1990   | 1987            |
| 161                  | 161           | 15x03                     | Eine Reihe von schönen Tagen | La casa di fronte     | 4 marzo 1988      | 15 gennaio 1990  | 1987            |
| 162                  | 162           | 15x04                     | Kein Risiko                  | Senza alcun rischio   | 25 marzo 1988     | 22 gennaio 1990  | 1987            |
| 163                  | 163           | 15x05                     | Auf Motivsuche               | Sopralluogo mortale   | 22 aprile 1988    | 29 gennaio 1990  | 1987            |
| 164                  | 164           | 15x06                     | Da läuft eine Riesensache    | Una grossa eredità    | 13 maggio 1988    | 5 febbraio 1990  | 1988            |
| 165                  | 165           | 15x07                     | Das Piräus-Abenteuer         | Avventura al Pireo    | 1 luglio 1988     | 12 febbraio 1990 | 1988            |
| 166                  | 166           | 15x08                     | Die Stimme                   | La voce               | 22 luglio 1988    | 19 febbraio 1990 | 1988            |
| 167                  | 167           | 15x09                     | Das Ende einer Illusion      | Fine di un'illusione  | 12 agosto 1988    | 26 febbraio 1990 | 1988            |
| 168                  | 168           | 15x10                     | Mord inklusive               | Una morte prevista    | 19 agosto 1988    | 5 marzo 1990     | 1988            |
| 169                  | 169           | 15x11                     | Die Mordsache Druse          | Il caso Druse         | 21 ottobre 1988   | 12 marzo 1990    | 1988            |
| 170                  | 170           | 15x12                     | Eine Art Mord                | Diciotto anni dopo    | 25 novembre 1988  | 19 marzo 1990    | 1988            |

## Un uccello in volo
- Titolo originale: Fliegender Vogel
- Diretto da: Wolfgang Becker
- Scritto da: Herbert Reinecker
- Interpreti:[1] Horst Tappert - Stephan Derrick, Fritz Wepper - Harry Klein, Christiane Hörbiger - Dr. Brigitte Kordes, Stefan Reck - Werner Kordes, Roswitha Schreiner - Hilde Kordes, Claude-Oliver Rudolph - Horst Wilke, Gert Burkard - Albert Wilke, Dana Vávrová - Bettina Rudolph

### Trama
Dopo due anni di prigionia Bettina Rudolph viene rilasciata in libertà condizionata. Viene affidata alla psicoterapeuta Brigitte Kordes che è un'amica di Stephan Derrick. Derrick spera di risolvere un caso di omicidio avvenuto due anni prima e confida che Bettina testimoni la verità su Horst Wilke, il suo fidanzato. Quindi la dottoressa Kordes, assieme ai figli Werner e Hilde, ospita la giovane. Bettina si porta dietro i suoi vestiti e alcuni poster tra cui uno che rappresenta un uccello in volo. Con prepotenza Wilke si fa subito vivo pretendendo che Bettina torni indietro, ma la famiglia Kordes si oppone. Intanto Werner Kordes inizia a provare qualche sentimento per Bettina. Una sera Derrick e Klein invitano i Kordes e Bettina a una serata all'opera. All'esterno si presenta Wilke e chiede a Bettina di seguirlo. Bettina risponde di sì, ma sembra un robot telecomandato, in totale e assoluta sottomissione alla volontà di Wilke.

## Un potenziale omicida
- Titolo originale: Mordträume
- Diretto da: Gero Herardt
- Scritto da: Herbert Reinecker
- Interpreti:[2] Horst Tappert - Stephan Derrick, Fritz Wepper - Harry Klein, Mathieu Carrière - Max Binder, Constanze Engelbrecht - Anette Schilling, Karl Renar - Hans Stockey, Jocelyne Boisseau - Susanne Binder, Manfred Seipold - Jakob Binder, Elert Bode - Dr. Pfeifer

### Trama
Appena uscita da un concerto di musica classica, Susanne Binder telefona al marito Max da una cabina telefonica. I due sono una coppia affiatata. Appena messo giù il telefono, Susanne viene investita da una Ford verde con a bordo una donna bionda. L'auto sta ferma per qualche secondo, poi parte velocemente e si dilegua. Testimone dell'incidente stradale è Hans Stockey. Passano un paio di mesi: il dottor Pfeifer avvicina Derrick e Klein per raccontargli del caso di un suo paziente che ha fissazioni omicide: si tratta proprio di Max Binder. Da quando è morta la moglie Susanne, il Binder, accompagnato da Hans Stockey, va alla ricerca per i locali notturni della possibile investitrice della moglie, che egli considera un'assassina, sicché vuol vendicare il delitto. Derrick vede in Binder un potenziale assassino.

## La casa di fronte
- Titolo originale: Eine Reihe von schönen Tagen
- Diretto da: Wolfgang Becker
- Scritto da: Herbert Reinecker
- Interpreti:[3] Horst Tappert - Stephan Derrick, Fritz Wepper - Harry Klein, Willy Schäfer - Willy Berger, Käthe Gold - Anna Beermann, Hans Caninenberg - Rudolf Beermann, Jürgen Schmidt - Holwein, Stefan Behrens - Rolffs, Tobias Hoesl - Harald Kernbacher, Dieter Eppler - Schönwald, Uli Krohm - Ziegler, Paul Neuhaus - Ziegler, wega Jahnke - signora Flor

### Trama
A mezzanotte e mezza, Anna Beermann vede dalla finestra lo strangolamento di un uomo nel palazzo accanto, dove ha la sede la ditta Holwein. Quindi telefona alla polizia, senza dare le sue generalità. Anna Beermannn vive con il marito Rudolf; i due sono una coppia di anziani che vivono soli in ristrettezze economiche. L'uomo strangolato, Josef Kernbacher di cinquantaquattro anni, era procuratore della ditta Holwein, specializzata in import-export, anche di materiale bellico.

## Senza alcun rischio
- Titolo originale: Kein Risiko
- Diretto da: Alfred Weidenmann
- Scritto da: Herbert Reinecker
- Interpreti:[4] Horst Tappert - Stephan Derrick, Fritz Wepper - Harry Klein, Willy Schäfer - Willy Berger, Hannes Jaenicke - Roland Weimann, Irene Clarin - Andrea Weimann, Klaus Schwarzkopf - Ingo Wecker, Eleonore Weisgerber - Ariane Budde, Volkert Kraeft - Harald Körner, Edwin Noël - Rust, Fee von Reichlin - Anna Kubelke, Bernd Herberger - Professor Danecker, Tilly Lauenstein - signora Altmann, Wolfried Lier - Steinlechner

### Trama
Roland Weimann è caduto in depressione da quando è stato investito da un'auto e, nell'incidente, ha perso una gamba. Il conducente è scappato senza soccorrerlo. Quindi ha perso il lavoro e la donna e si è dato all'alcolismo. Una sera si confida con la sorella Andrea che al bar è stato avvicinato da un misterioso uomo che gli ha dato una pistola carica per uccidere una persona dietro un pagamento di cinquantamila marchi. L'aveva quasi convinto, ma si è pentito. Andrea e Roland vanno da Derrick e Klein per raccontare il fatto. Il giorno dopo Ralf Robert Budde, un ricco imprenditore, viene trovato ucciso nella sua imbarcazione al lago.

## Sopralluogo mortale
- Titolo originale: Auf Motivsuche (trad.: Alla ricerca del movente)
- Diretto da: Zbyněk Brynych
- Scritto da: Herbert Reinecker
- Interpreti:[5] Horst Tappert - Stephan Derrick, Fritz Wepper - Harry Klein, Willy Schäfer - Willy Berger, Will Danin - Erich Karau, Beate Finckh - Karla Wege, Rudolf Wessely - signor Wege, Pierre Franckh - Willy Laufen, Ute Christensen - Arlene Kessler, Peter von Strombeck - Rausch, Nikolas Lansky - Heine

### Trama
La casa cinematografica Polus sta girando un film e ha bisogno di un'ambientazione urbana squallida per fare alcune riprese. Quindi vengono incaricati due scenografi, Erich Karau e Willy Laufer, a trovare il posto adatto. I due partono insieme, ma si dividono. Karau trova una fabbrica abbandonata vicino all'Ostbahnhof. Entusiasta Karau telefona alla segretaria di produzione per dirgli di aver trovato il posto adatto. Poi Karau sparisce per tutta la giornata e non si fa più vedere. Neanche Laufer ha più notizie di Karau, così il giorno dopo parte alla ricerca da solo, nello stesso posto. Il giorno dopo Laufer viene trovato ucciso nei pressi della ferrovia. Nel frattempo Karau si fa sentire e giustifica la sua assenza spiegando che ha avuto un collasso nervoso.

### Colonna sonora
- Frank Duval, Face To The Wind - Love Me, Love

## Una grossa eredità
- Titolo originale: Da läuft eine Riesensache
- Diretto da: Zbyněk Brynych
- Scritto da: Herbert Reinecker
- Interpreti:[6] Horst Tappert - Stephan Derrick, Fritz Wepper - Harry Klein, Willy Schäfer - Willy Berger, Amadeus August - Klaus/Gregor Wegmüller, Sissy Höfferer - Ruth Wegmüller, Edda Seippel - Anna, Hans Peter Jallwachs - Mario Giuliano, Gert Burkard - Kolowsky, Wilfried Klaus - Anwalt, Franz Moshav - Arnold Wegmüller

### Trama
Klaus, un modesto attore di Cinecittà con alcuni precedenti penali per droga e furto, arriva a Monaco con il treno delle dieci. Crede di dover far parte di un film. Invece deve fingersi Gregor Wegmüller, morto venticinque anni prima a Roma, nipote di un ricco e tirannico industriale. Questo piano è organizzato dal signor Kolowski, un dirigente dell'azienda di Wegmüller brutalmente licenziato tempo prima. Poco dopo Arnold Wegmüller viene assassinato.

## Avventura al Pireo
- Titolo originale: Das Piräus-Abenteuer
- Diretto da: Zbyněk Brynych
- Scritto da: Herbert Reinecker
- Interpreti:[7] Horst Tappert - Stephan Derrick, Fritz Wepper - Harry Klein, Willy Schäfer - Willy Berger, Ute Christensen - Hannah Reimers, Beatrice Richter - Lydia, Jürgen Heinrich - Dottor Stein, Peter Neusser - Sanders, Holger Petzold - Herwig, Sabi Dori - Roland, Henry van Lyck - Sundermann, Peter Bertram - Barkellner

### Trama
Hannah Leimers, un'hostess conoscente di Harry, telefona a Klein per raccontargli che ad Atene ha conosciuto un sedicente biologo marino che gli ha affidato una borsa da portare a un certo Dottor Stein. Continua che era titubante, ma alla fine ha accettato, poi pentendosi ha voluto riportare la borsa, ma l'uomo era sparito. Portata in albergo, Hannah ha aperto la borsa e ha trovato sacchetti di eroina per il valore di circa tre milioni di marchi. Terrorizzata ha gettato il contenuto nel water. Derrick e Klein organizzano un piano con Hannah in modo da incastrare Stein, ma fallisce perché i poliziotti all'inseguimento vengono seminati. Derrick e Klein comprendono che Hannah ora è in pericolo della sua stessa vita.

### Colonna sonora
- Billy Idol, Sweet Sixteen

## La voce
- Titolo originale: Die Stimme
- Diretto da: Helmuth Ashley
- Scritto da: Herbert Reinecker
- Interpreti:[8] Horst Tappert - Stephan Derrick, Fritz Wepper - Harry Klein, Ernst Jacobi - Dr. Lothar Lippert, Christoph Eichhorn - Walter Lippert, Gerlinde Locker - Ruth Lippert, Lambert Hamel - Anton Lippert, Roswiha Schreiner - Inge Lippert, Eva Brumby - signora Wolf, Sky Dumont - Hofner, Irina Wanka - Anita Drehwitz, Bernd Herberger - Wirth, Anke Syring - signora Drehwitz

### Trama
Lothar Lippert, un uomo ricco e introverso che vive in campagna, riceve una telefonata, una voce femminile, che lo avverte di non andare nella scuderia perché può rischiare di morire. Lippert non da peso a ciò, così prende la sua fuoristrada e si reca nella scuderia. Mentre sta arrivando, un uomo appostato gli spara. Lippert si ferisce appena e torna a casa. Appena arrivato riceve nuovamente una telefonata con la quale la misteriosa voce gli raccomanda di non uscire in giardino e di non aprire la porta senza chiedere chi ci sia. Mentre Derrick e Klein iniziano le indagini, le telefonate della donna a Lippert continuano.

## Fine di un'illusione
- Titolo originale: Das Ende einer Illusion
- Diretto da: Günter Gräwert
- Scritto da: Herbert Reinecker
- Interpreti:[9] Horst Tappert - Stephan Derrick, Fritz Wepper - Harry Klein, Willy Schäfer - Willy Berger, Cornelia Froboess - Helga Weinert, Gerd Anthoff - Erich Rieger, Günther Ungeheuer - Rudolph Schowenke, Hanno Pöschl - Ulrich Schowenke, Marion Kracht - Paula Bertram, Klaus Abramowsky - Randy Schröder, Hans Zander - barista

### Trama
Rudolph Schowenke, proprietario di una sala da gioco d'azzardo, ordina ad Helga Weinert, una escort, di saperne di più su un cliente, Erich Rieger, che sembra voglia dissipare al gioco tutti i suoi soldi. All'esterno del locale Helga soccorre Rieger in stato di ubriachezza e lo accompagna a casa. Rieger racconta che si è appena licenziato e alcune settimane prima è morta la moglie. Inoltre ha un fratello, Alexander, molto ricco con il quale non parla. Alcuni giorni dopo arriva la notizia della morte di Alexander Rieger.

## Una morte prevista
- Titolo originale: Mord inklusive
- Diretto da: Helmuth Ashley
- Scritto da: Herbert Reinecker
- Interpreti:[10] Horst Tappert - Stephan Derrick, Fritz Wepper - Harry Klein, Philipp Moog - Roland Kranz, Peter von Strombeck - Konrad Breuer, Anja Schüte - Anita, Beate Finkh - Ria, Christoph Waltz - Schumann, Toias Hoesl - Diener, Alice Treff - signora von Wedel, Ellen Frank - signora Viuda, holger Petzold - Dottor Wienand

### Trama
Konrad Breuer, un alcolista, telefona a Derrick per dirgli che è stato minacciato di morte e che, se dovesse morire, indaghi su Roland Kranz. Il giorno dopo Breuer viene trovato in fondo al canale. All'apparenza sembra che fosse morto in incidente stradale in stato di ubriachezza.

## Il caso Druse
- Titolo originale: Eine Art Mord
- Diretto da: Alfred Weidenmann
- Scritto da: Herbert Reinecker
- Interpreti:[11] Horst Tappert - Stephan Derrick, Fritz Wepper - Harry Klein, Willy Schäfer - Willy Berger, Birgit Doll - Lore Hauk, Karin Anselm - Eva Hauk, Charles Brauer - signor Hauk, Edgar Selge - Armin Rasche, Jochen Horst - Bernd Druse, Paul Neuhaus - Kabek, Robert Jarczyk - Blohme, Dirk Galuba - Dr. Wedekind, Sky Dumont

### Trama
Bernd Druse, fotografo di ventisei anni, chiede a Lori Hauk, giovane ventiduenne dipendente dall'eroina, chi sia il suo spacciatore. Lori rifiuta di rispondere. Bernd, per amore di lei, riesce a pedinare lo spacciatore, carpendo moltissime informazioni. Si tratta di Armin Rasche. Druse ferma Rasche e gli dice di smettere di rifornire Lori di eroina perché ha tante informazioni su di lui. In piena notte Druse viene accoltellato dentro la sua macchina. Prima di morire riesce però ad arrivare in una cabina telefonica per chiamare Lori.

## Diciotto anni dopo
- Titolo originale: Eine Art Mord
- Diretto da: Günter Grävert
- Scritto da: Herbert Reinecker
- Interpreti:[12] Horst Tappert - Stephan Derrick, Fritz Wepper - Harry Klein, Willy Schäfer - Willy Berger, Siegfried Lowitz - Werner Rutger, Manfred Zapaka - Karl Rutger, Ulli Philipp - Amalie Rutger, Maximilian Held - Toni Rutger, Heinz Baumann - Burke, Liane Hielscher - Marianne Burke, Ute Willing, René Heinersdorff - Tassista, Olga von Togni, Uschi Ploner, Mathias Eysen, Elert Bode, Edith Behleit - Proprietaria della pensione, Stephanie von Hohenzollern, Nate Seids, Sabrina Lorenz

### Trama
Werner Rutger viene rilasciato dopo diciotto anni di galera. Era stato condannato per rapina e omicidio. Dapprima Werner vuole vedere il figlio, stimato professore di un liceo di Monaco, il quale però non vuole vedere il padre, poi va alla ricerca della borsa con i soldi che aveva rubato e poi nascosto in un boschetto, ma non la trova.